# Provincia Ratchaburi
Ratchaburi (în thailandeză ราชบุรี) este o provincie (changwat) din Thailanda. Situată în regiunea de Centru, provincia Ratchaburi are în componența sa 10 districte (amphoe), 104 de sub-districte (tambon) și 935 de sate (muban). 
Cu o populație de 837.526 de locuitori și o suprafață totală de 5.196,5 km2, Ratchaburi este a 30-a provincie din Thailanda ca mărime după numărul populației și a 43-a după mărimea suprafeței.